# Pierolapithecus catalaunicus
Pierolapithecus catalaunicus (лат.) — вид гоминид из Европы, живший в Испании 13 миллионов лет назад. Единственный вид рода Pierolapithecus. Название в переводе с латыни значит — «Каталонская обезьяна из Пиеролы». Был найден в декабре 2002 года, в местечке Пиерола (округ Анойя, Каталония), где затем был обнаружен анойяпитек.
Первооткрыватели, палеонтолог Сальвадор Мойя Сола с коллегами из Каталонского института палеонтологии в Барселоне, считают его общим предком орангутана, гориллы, шимпанзе, бонобо и человека. Подвздошная кость таза шире, чем у жившего 18 млн лет назад вида Proconsul nyanzae. Анализ реконструированного черепа Pierolapithecus согласуется с гипотезой о том, что этот вид является представителем базальной группы, включающей человекообразных обезьян и людей
.
Исследование особенностей миоценовых дриопитецин Пиренейского полуострова показывает, что зубы Pierolapithecus, Anoiapithecus, Hispanopithecus и Dryopithecus, демонстрируют морфологические различия  свидетельствуют об их принадлежности к разным родам.